# Resolució 1142 del Consell de Seguretat de les Nacions Unides
La Resolució 1142 del Consell de Seguretat de les Nacions Unides fou adoptada per unanimitat el 4 de desembre de 1997. Després de recordar les resolucions 1105 (1997) i 1110 (1997), el Consell va prorrogar el mandat de la Força de Desplegament Preventiu de les Nacions Unides (UNPREDEP) a Macedònia fins al 31 d'agost de 1998.
La resolució destaca que la missió de l'UNPREDEP va tenir un paper important en el manteniment de la pau i l'estabilitat a Macedònia, però eren preocupats per la situació a Albània, com se sobreexpressa en les resolucions 1101 (1997) i 1114 (1997). A més, tant Macedònia com Sèrbia i Montenegro van ser cridats a posar en pràctica l'acord relatiu a la demarcació de la seva frontera comuna. Va donar la benvinguda a la reducció i reestructuració graduals de la força de la UNPREDEP. El secretari general Kofi Annan va informar d'alguns fets positius com ara l'estabilització de la situació a Albània, però que la pau i l'estabilitat a Macedònia també depenia de l'evolució en altres punts de la regió.
El Consell de Seguretat va prorrogar el mandat de la UNPREDEP fins al 31 d'agost de 1998 amb la retirada prevista del component militar a partir de llavors. Finalment, Kofi Annan, que dirigeix a informar sobre les modalitats de la finalització de la UNPREDEP, la retirada del seu component militar i una futura presència internacional a Macedònia, per l'1 de juny de 1998.